# 34681 Suhahussain
34681 Suhahussain è un asteroide della fascia principale. Scoperto nel 2001, presenta un'orbita caratterizzata da un semiasse maggiore pari a 2,3144863 au e da un'eccentricità di 0,0517983, inclinata di 5,05364° rispetto all'eclittica.